# Anja Althaus
Anja Althaus (Magdeburg, 1982. szeptember 3. –) világbajnoki bronzérmes, német válogatott kézilabdázó, beálló.

## Pályafutása
Anja Althaus szülővárosában, az SC Magdeburgban kezdett kézilabdázni, majd 16 évesen a másodosztályú HC Niederndodeleben csapatához szerződött. 2000-ben átigazolt az élvonalbeli Trierhez, és a következő hat évben itt játszott. 2003-ban megnyerte első Bundesliga címét. A 2007-2008-as idény előtt légiósnak állt és a dán Viborg HK játékosa lett. Itt számos bajnoki és kupagyőzelmet ünnepelhetett, és nyert két Bajnokok Ligája serleget is, majd hazatért a Thüringer HC-hez. 2014-ben lett a macedón ŽRK Vardar játékosa, akikkel a 2016–2017-es női EHF-bajnokok ligája szezonban ismét a döntőbe jutott, ott azonban csapatával vereséget szenvedett a Győrtől. Ezt követően bejelentette visszavonulását, de egy évre mégis aláírt a beállóst kereső Győri ETO-hoz.
Althaus a német válogatottal hat Európa-bajnokságon és öt világbajnokságon vett részt, 2007-ben, Franciaországban vb-bronzérmet szerzett, a 2008-as londoni olimpián 11. válogatottnak is tagja volt. 
243 válogatott mérkőzésével a negyedik a vonatkozó rangsorban Grit Jurack, Michaela Erler és Silvia Schmitt után.

## Magánélete
Althaus párja a dán kézilabdázó, Nicolai Hansen.

## Sikerei, díjai
- Bundesliga:
  - Bajnok: 2003, 2013
- Német Kupa:
  - Győztes: 2013
- Damehåndboldligaen:
  - Bajnok: 2008, 2009, 2010
- Dán Kupa:
  - Győztes: 2007, 2008
- Macedón bajnokság:
  - Bajnok: 2015, 2016, 2017
- Macedón Kupa:
  - Győztes: 2015, 2016, 2017
- Bajnokok Ligája:
  - Győztes: 2009, 2010, 2018
  - Döntős: 2017
- Magyar Kupa:
  - Győztes: 2018
- Magyar Bajnok
- Győztese 2018

Egyéni
- Az Európa-bajnokság legjobb védőjátékosa: 2012[6]